# Anastazew (Łódź)
Pour les articles homonymes, voir Anastazew.
Anastazew est une localité polonaise de la gmina de Parzęczew, située dans le powiat de Zgierz en voïvodie de Łódź.